# Condado de Kilkenny
El condado de Kilkenny (en irlandés: Chill Chainnigh) se sitúa al sureste de Irlanda, en la provincia de Leinster. Lleva su nombre por Kilkenny, la ciudad más importante de la región. El punto más alto del contado es Brandon Hill (515 m). 
Uno de los acontecimientos más afamados del lugar, ocurrió durante la rebelión irlandesa de 1641, a modo de hacer frente a la reconquista del país por parte de los ingleses o escoceses, los nobles irlandeses comprometieron sus fuerzas y crearon la confederación de irlandeses católicos.
Se conoce a los habitantes de Kilkenny como "gatos" ("Kilkenny Cats"); expresión que también se utiliza para aludir al equipo de hurling de Kilkenny, uno de los más fuertes del país.
Kilkenny ha aumentado mucho en cuanto a población y tecnología en los últimos años gracias a que cada día es más visitada, sobre todo por las noches, por gente de Dublín que necesita salir de la gran ciudad.

## Pueblos en Kilkenny
- Ballyhale 174
- Ballyragget 1,082
- Bennettsbridge 745
- Callan 2,475
- Castlecomer - Donaguile 1,502
- Clogh - Chatsworth 344
- Fiddown 369
- Freshford 662
- Goresbridge 347
- Gowran 804
- Graiguenamanagh - Tinnahinch 1,475
- Inistioge 285
- Johnstown 444
- Kells 274
- Kilkenny 26,512
- Kilmacow 647
- Kilmoganny 245
- Knocktopher 166
- Lawcus - Stoneyford 376
- Moneenroe 722
- Mooncoin 1,175
- Mullinavat 233
- New Ross 8,040
- Paulstown 905
- Piltown 1,220
- Slieverue 476
- Thomastown 2,445
- Urlingford 1,038
- Waterford 53,504

## Deporte
Kilkenny tiene un acertado equipo de lanzamiento, conocido como “los gatos”, este nombre se derivan del refrán “luchar como los gatos de Kilkenny”. El equipo de Kilkenny ha ganado los campeonatos de All-Ireland 29 veces, su triunfo más reciente fue el campeonato de 2006, donde derrotaron a sus rivales de Cork.